# Адемир Кенович
Адемир Кенович (Ademir Kenović, р. 1950) е босненски режисьор, продуцент и сценарист.
Учи в университета в родния си град (1969), а по-късно следва кино, изкуство и английска литература в университета в Денсън, Охайо (1972-73).
През 1974 се дипломира по специалността английска филология в университета в Сараево като пише на тема „Шекспир и киното“. От 1976 г. работи като режисьор, а през 1989 става професор в Академията по кино и театър в Сараево.
Продуцент е на филмите от 2003 г. Лято в златната долина и Бушон.